# Francesc Mercader
Francesc Mercader (Reus, segles xviii-xix) va ser un comerciant català i membre de la Milícia Nacional, alcalde de Reus el 1836.
Destacat per la seva activitat política durant el Trienni liberal, va formar part de la Tertúlia Patriòtica que es reunia a Reus al Teatre de les Comèdies. Exiliat un temps a França, va tornar per dedicar-se al comerç a la seva ciutat. Pel gener de 1836, després de la dimissió de Josep Maria Montemayor, l'anterior alcalde, que va seguir com a capità de les Milícies, va ser nomenat alcalde. Andreu de Bofarull, historiador reusenc diu que va ser rebut amb certa reticència pels sectors moderats degut als seus antecedents exaltats. Pel mes de març va sortir a rebre el Capità general de Catalunya, Francisco de Espoz y Mina, que es presentà a Reus poc abans de la seva dimissió. El capità general va passar revista a la Milícia i al vespre se li va oferir una festa. Espoz havia ordenat una mobilització general per lluitar contra els carlins en la Primera Guerra Carlina, i a Reus va demanar 600 homes, que després d'un sorteig, van ser destinats a Cervera, La Panadella i Agramunt. Aquesta força va sortir de Reus el 6 de juny i va tornar a finals del mes d'agost. El 22 de juny l'ajuntament va saber que els carlins s'havien apoderat de Riudoms, i va sortir una força liberal de Reus que va alliberar la vila veïna. El 15 d'agost es va proclamar a Reus la Constitució de 1812. El dia abans s'havia fet a Tarragona, i el 16 es va fer a Barcelona. Francesc Mercader va destinar l'edifici del Seminari, que havia estat abandonat pels pares paüls, a casa de la caritat i hospici d'orfes.
A finals de 1836 i va haver eleccions municipals, i Francesc Mercader s'hi va presentar, recolzat pels sectors liberals més progressistes. Però els moderats no van veure bé la seva candidatura, i van treballar, sobretot l'hisendat Baltasar de Toda que havia estat alcalde anteriorment, perquè fos elegit Pau Font Rocamora, com així va ser. Francesc Mercader va ser nomenat comandant de la Milícia, i el primer de març de 1838 va participar en el Combat de Morell i Vilallonga, una acció de guerra durant la Primera Guerra Carlina. Va resultar ferit lleu i va ser fet presoner, i portat a la Bisbal. El 19 de març es va llegir en un ple a l'ajuntament una carta que Mercader havia enviat a la seva dona, on explicava que si no es pagava el fort rescat que demanava el cap carlí Llarg de Copons, seria afusellat de manera immediata. Van entrar a la sala els parents dels principals empresonats, i l'ajuntament va dir que faria tot el possible per alliberar-los. L'alcalde Pau Font va pagar el rescat i Mercader i altres presoners van tornar a Reus el mes d'agost.